# Smoky Mountain 200 1966
Smoky Mountain 200 1966 var ett stockcarlopp ingående i Nascar Grand National Series (nuvarande Nascar Cup Series) som kördes 28 juli 1966 på den 0,5 mile (804,672 m) långa ovalbanan Smoky Mountain Raceway i Maryville i Tennessee. Totalt avverkades 100 miles (160,934 km) fördelat på 200 varv. Banunderlaget var dirt. Loppet vanns av Paul Lewis i en Plymouth på tiden 1:25.56 i en bil ägd av Lewis själv. Lewis snitthastighet uppgick till 69,822 mph. Prispotten uppgick till 4 940 dollar, varav 1 000 dollar gick till segraren.

## Resultat
| Plc     | Nr | Förare          | Team/ bilägare           | Konstruktör | Start | Varv | Ledda varv |
| ------- | -- | --------------- | ------------------------ | ----------- | ----- | ---- | ---------- |
| 1       | 1  | Paul Lewis      | Paul Lewis               | Plymouth    | 27    | 200  | 64         |
| 2       | 6  | David Pearson   | Owens Racing             | Dodge       | 3     | 200  | 100        |
| 3       | 19 | J.T. Putney     | J.T. Putney              | Chevrolet   | 2     | 199  | 0          |
| 4       | 02 | Doug Cooper     | Bob Cooper               | Plymouth    | 11    | 195  | 0          |
| 5       | 2  | Bobby Allison   | J.D. Bracken             | Chevrolet   | 18    | 194  | 0          |
| 6       | 48 | James Hylton    | Bud Hartje               | Dodge       | 4     | 194  | 0          |
| 7       | 4  | John Sears      | DeWitt Racing            | Ford        | 8     | 192  | 0          |
| 8       | 93 | Blackie Watt    | Harry Neal               | Ford        | 10    | 191  | 0          |
| 9       | 96 | Henley Gray     | Gray Racing              | Ford        | 13    | 190  | 0          |
| 10      | 07 | Johnny Wynn     | John McCarthy            | Mercury     | 16    | 189  | 0          |
| 11      | 87 | Buck Baker      | Buck Baker racing        | Oldsmobile  | 14    | 188  | 0          |
| 12      | 34 | Wendell Scott   | Scott Racing             | Ford        | 28    | 188  | 0          |
| 13      | 88 | Neil Castles    | Buck Baker Racing        | Chevrolet   | 19    | 188  | 0          |
| 14      | 18 | Stick Elliott   | Toy Bolton               | Chevrolet   | 9     | 183  | 0          |
| 15      | 74 | Earl Brooks     | Gene Black               | Ford        | 20    | 183  | 0          |
| 16      | 53 | Jimmy Helms     | David Warren             | Ford        | 26    | 175  | 0          |
| 17      | 61 | Joel Davis      | Toy Bolton               | Chevrolet   | 23    | 171  | 0          |
| 18      | 20 | Clyde Lynn      | Negre Racing             | Ford        | 6     | 171  | 0          |
| 19      | 70 | J.D. McDuffie   | McDuffie Racing          | Ford        | 22    | 157  | 0          |
| 20      | 94 | Don Biederman   | Ron Stotten              | Chevrolet   | 29    | 155  | 0          |
| 21      | 86 | Darel Dieringer | Buck Baker Racing        | Dodge       | 5     | 137  | 0          |
| 22      | 00 | Buddy Baker     | Emory Gilliam            | Dodge       | 1     | 134  | 36         |
| 23      | 73 | Buzz Gregory    | Joan Petre               | Ford        | 17    | 126  | 0          |
| 24      | 3  | Buddy Arrington | i.u.                     | Dodge       | 24    | 87   | 0          |
| 25      | 11 | Ned Jarrett     | Bernard Alvarez          | Ford        | 12    | 78   | 0          |
| 26      | 64 | Elmo Langley    | Langley-Woodfield Racing | Ford        | 5     | 46   | 0          |
| 27      | 25 | Jabe Thomas     | Handy Racing             | Ford        | 25    | 34   | 0          |
| 28      | 35 | L.D. Ottinger   | Ken Carpenter            | Oldsmobile  | 21    | 32   | 0          |
| 29      | 43 | Richard Petty   | Petty Enterprises        | Plymouth    | 7     | 17   | 0          |
| Källor: |    |                 |                          |             |       |      |            |